# Tequila Sunrise

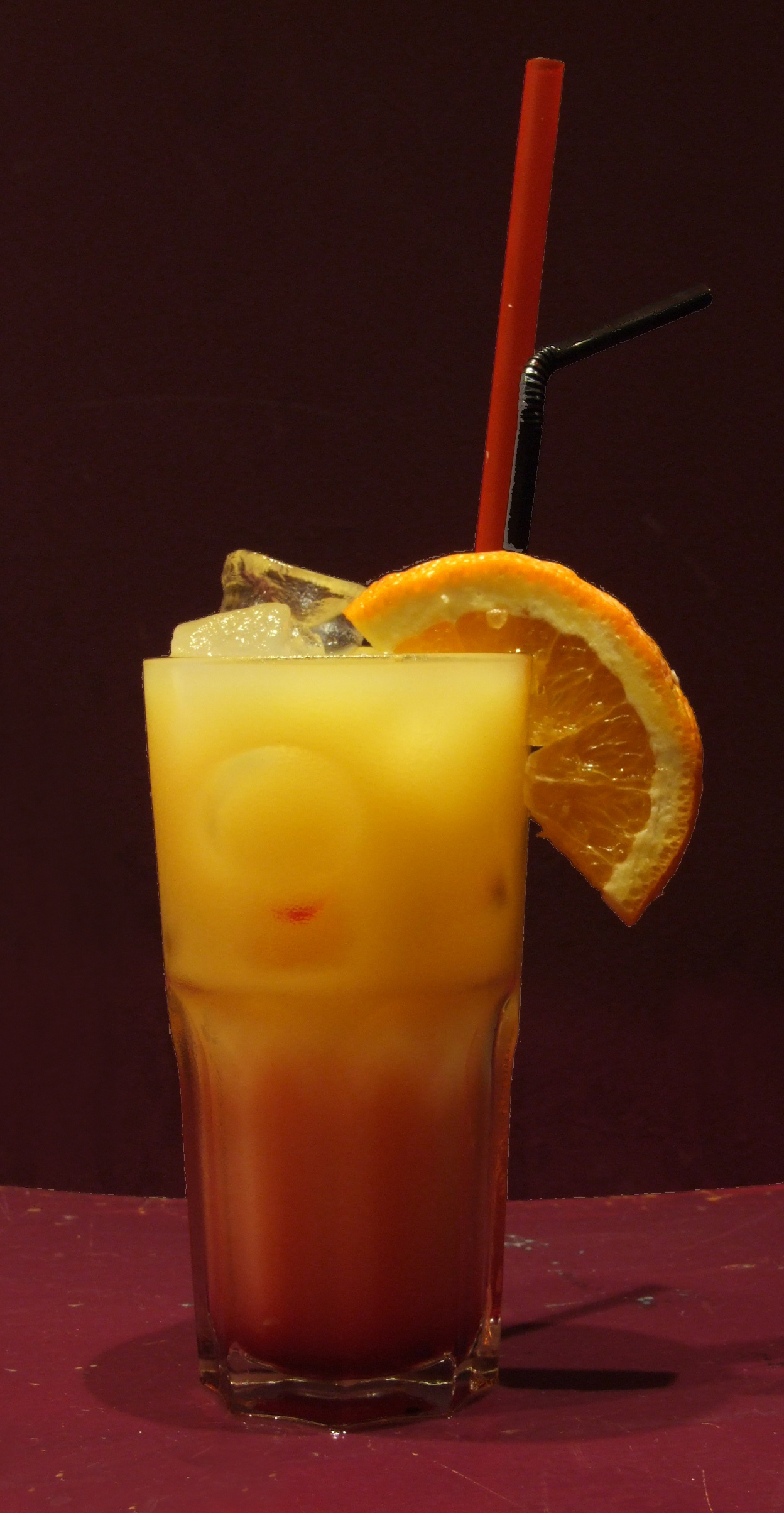
Tequila Sunrise

Der Tequila Sunrise (Sonnenaufgang) ist ein fruchtiger, süßer Cocktail aus Tequila, Orangensaft und Grenadine. Er verdankt seinen Namen der charakteristischen Farbabstufung von Gelb-Orange (oben) über Orange bis Orangerot (unten), da die Grenadine erst zum Schluss in das Glas gegeben wird und durch die Eiswürfel nach unten sinkt. Das Getränk gehört zu den Longdrinks und wird in einem Highballglas auf Eis zubereitet und serviert.

## Geschichte
In den 1920er Jahren wurden in der Bar der Rennbahn des mexikanischen Ortes Agua Caliente (Tijuana) die Cocktails Tequila Daisy und Tequila Sunrise gemixt. Der Sunrise bestand aus Tequila, (Zitronen)limonade, Grenadine, Crème de Cassis und Sodawasser. Agua Caliente liegt nahe der Grenze zu Kalifornien und war zur Zeit der Prohibition in den Vereinigten Staaten ein beliebtes Ausflugsziel für US-Amerikaner. Nach Ende der Prohibition 1933 konnte sich der Drink auch in den USA verbreiten, allerdings wurde auf den schwer erhältlichen Cassislikör verzichtet, und die wenig erfahrenen Barkeeper ersetzten die selbstgemachte Limonade durch Orangensaft. Die Hotelbar des Arizona Biltmore in Phoenix (Arizona) nimmt hingegen für sich in Anspruch, dass der Barkeeper Gene Sulit den Drink Ende der 1930er oder Anfang der 1940er Jahre dort erfunden habe. Auch dieser Biltmore Tequila Sunrise verzeichnet Crème de Cassis als Zutat und weiterhin Tequila, frischen Limettensaft und Sodawasser.

## Zubereitung und Varianten
Die International Bartenders Association (IBA) führt den Tequila Sunrise in ihrer Liste der Official IBA Cocktails in der Rubrik Contemporary Classics (etwa: „zeitgenössische Klassiker“). Für die IBA-Version des Longdrinks werden 4,5 cl Tequila und 9 cl Orangensaft in ein mit Eiswürfeln gefülltes Highball-Glas gegeben, bevor man schließlich vorsichtig 1,5 cl Grenadine darüber fließen lässt. Das Getränk wird ohne umzurühren mit einer Orangenscheibe und einer Cocktailkirsche garniert serviert.
Wie bei fast allen Mixgetränken gibt es unzählige weitere Rezepte und Variationen mit anderen Mengenverhältnissen und/oder abweichenden Zutaten, beispielsweise mit echtem Granatapfelsirup statt künstlich aromatisierter Grenadine oder abgerundet mit etwas Zitronensaft. Durch Austausch der Basisspirituose wird aus einem Tequila Sunrise ein Caribbean Sunrise (mit Rum), ein Wodka Sunrise, ein Southern Sunrise (mit Southern Comfort) oder ein Malibu Sunrise (mit Malibu). Ein Batida Sunrise besteht aus Batida de Coco, Ananassaft und Kirschlikör.